# Popol Vuh (gruppo musicale)
I Popol Vuh sono stati un gruppo tedesco che univa Kosmische musik e proto-new age, fondato da Florian Fricke nel 1969 insieme con Holger Trulzsch (percussioni) e Frank Fiedler (strumenti elettronici). Altri importanti componenti dei due decenni successivi furono Daniel Fichelscher e Bob Eliscu.
La band prese questo nome in omaggio al Popol Vuh, il "libro della comunità", antico testo della tradizione dei Quiché, popolo di etnia Maya stanziato nelle zone del Guatemala, che raccoglie leggende sulla creazione del mondo, e che in particolare riporta una credenza Quiché secondo cui particolari suoni possono garantire armonia ed equilibrio alla mente.

## Storia del gruppo
Il gruppo cominciò suonando uno stile di musica elettronica che anticipava l'ambient di Brian Eno e Robert Fripp, come risulta chiaro dal primo disco, considerato buono ma "acerbo" Affenstunde, ispirato da tematiche spirituali e caratterizzato dall'utilizzo degli allora nuovi sintetizzatori Moog. I Popol Vuh furono i primi interpreti del Krautrock ad adottare tale strumento.
Lo stile "elettronico" continuò solo nel disco successivo, In den Gärten Pharaos, ben più ambizioso del disco d'esordio, grazie all'esplorazione delle atmosfere "ambient" e all'introduzione di strumenti acustici, tra cui la tambura indiana. L'aspetto mistico fu ulteriormente sviluppato ed uno dei brani venne registrato nella cattedrale di Bamberg (in Baviera), il cui organo a canne fu energicamente suonato da Fricke. La dissonanza tra i sintetizzatori e gli altri strumenti, nonché la singolarità con cui si alternano, spinsero alcuni a considerarla una delle loro prove migliori.
Dopo queste due uscite, Fricke abbandonò quasi completamente l'utilizzo di strumenti elettronici, in favore di composizioni dominate dal pianoforte e da strumenti acustici, svolta dovuta al fatto che la musica elettronica non poteva esprimere, a detta del gruppo, il potenziale e la purezza spirituale racchiusa nei suoi nuovi progetti.
Il terzo disco, Hosianna Mantra, considerato il loro capolavoro, approfondì l'esplorazione di temi religiosi e spirituali. La ricerca di armonia tra la musica sacra cristiana ed il misticismo della tradizione induista e lo sforzo di riconciliazione tra oriente ed occidente operato dal gruppo, rappresentano uno dei primi esperimenti di world fusion music. Di rilievo in questo album il debutto nella formazione del soprano sudcoreano Djong Yun, che avrebbe cantato con il gruppo fino alla fine degli anni settanta.
Nei lavori successivi, il gruppo si evolse ulteriormente includendo tutte le tipologie di strumenti: aerofoni, percussioni e cordofoni, sia elettrici sia acustici, vennero combinati per creare un'aura mistica che rendesse la loro musica spirituale ed introspettiva. Secondo il parere di molti, pur confermandosi valida, la band non riuscì però a eguagliare la qualità artistica dell'album Hosianna Mantra, e le numerose opere che lo seguirono.
Il gruppo incise anche alcune colonne sonore dei film di Werner Herzog, inclusi Nosferatu, principe della notte, Aguirre, furore di Dio, Fitzcarraldo e L'enigma di Kaspar Hauser (in cui, tra l'altro, compariva anche Fricke in veste di attore, così come era apparso precedentemente in Segni di vita, sempre di Herzog, nel 1968).
Le opere seguenti includono Einsjäger und Siebenjäger (1974) ed Das Hohelied Salomos (1975), entrambi ispirati ai salmi di Re Salomone; Herz aus Glas (1977), il primo di una serie di album finalizzata ad uso cinematografico; City Raga (1995), un concept album includente l'omonimo singolo che godette discreta notorietà in Francia, e Shepherd's Symphony (1997), che segnò una svolta verso sonorità più hip hop.
Il loro ultimo album fu Messa di Orfeo (1998), realizzato con l'aiuto di cento musicisti.
Il gruppo si sciolse dopo la morte di Florian Fricke, avvenuta a Monaco di Baviera il 29 dicembre 2001.
I Popol Vuh influenzarono molte altre band europee grazie ad una strumentazione unica e ad un sound semplice ed elaborato al tempo stesso, ispirato alla musica orientale, africana e alle civiltà precolombiane. In questo modo crearono una sorta di "musica per sognare", salendo un gradino al di sopra del rock psichedelico. I Popol Vuh sono considerati i precursori della new age e della world music.

## Stile musicale
Gruppo krautrock, i Popol Vuh hanno avviato una costante ricerca nell'ambito della musica sacra, cercando di conciliare il  misticismo occidentale con quello orientale. La loro musica è stata definita "qualcosa come un incontro fra la new age e Carl Orff", ed è considerata anticipatrice dell'ambient, della new age e della world music. L'esordio Affenstunde (1971), primo album registrato da un gruppo rock con un Moog vero e proprio, è quello maggiormente ancorato ai dettami del krautrock. Dopo In den Gärten Pharaos (1972), anche esso composto con una strumentazione elettronica, il gruppo si è distaccato definitivamente dal sound magniloquente degli esordi con Hosianna Mantra (1972), album interamente acustico e dai toni intimi che rimarranno inalterati anche nelle pubblicazioni successive. Con gli album seguenti, la formazione ha costantemente cambiato stile come confermeranno il rock di Einsjäger und Siebenjäger (1974), il formato canzone dei brani di Letzte Tage, Letzte Nächte (1976) e quelli ritmici di City Raga (1995).

## Discografia

### Album in studio
- 1970 - Affenstunde (Liberty Records)
- 1971 - In den Gärten Pharaos (Pilz)
- 1972 - Hosianna Mantra (Pilz)
- 1973 - Seligpreisung (Kosmische Musik)
- 1974 - Einsjäger und Siebenjäger (Kosmische Musik)
- 1975 - Das Hohelied Salomos (United Artists)
- 1975 - Aguirre (Cosmic Music), (PDU)
- 1976 - Letzte Tage, Letzte Nächte (United Artists)
- 1977 - Coeur de Verre (EGG)
- 1977 - Herz aus Glas (Brain Metronome)
- 1978 - Brüder des Schattens - Söhne des Lichts (Brain Metronome)
- 1979 - Nosferatu – Fantôme de la nuit (EGG)
- 1979 - Die Nacht der Seele (Brain Metronome), (PDU)
- 1981 - Sei still, wisse ICH BIN (Innovative Communication)
- 1983 - Agape Agape Love Love (Uniton), (Base Records)
- 1985 - Spirit of Peace (Cicada), (Base Records)
- 1987 - Cobra Verde (Milan Music)
- 1992 - yoga
- 1991 - For You and Me (Milan Music)
- 1995 - City Raga (Milan Music)
- 1997 - Shepherd's Symphony (Mystic Records)
- 1999 - Messa di Orfeo (Spalax Music)

### Antologie
- 2011 - Revisited & Remixed (SPV)

### Singoli ed EP
- 1995 - City Raga (Milan Music)
- 2008 - Nachts: Schnee / Aguirre I (Editions Mego)